# 福井美樹 (ハンドボール)
福井 美樹（ふくい みき、1989年5月19日 - ）は、愛知県知立市出身のハンドボール選手。日本ハンドボールリーグのHC名古屋所属。

## 経歴
2012年に日本ハンドボールリーグのHC名古屋へ加入。2012-13年シーズンはチームトップの45得点（リーグ16位）を記録した。
2013-14年シーズンはリーグ9位タイの74得点を記録。
2016-17年シーズンは2017年10月29日の飛騨高山ブラックブルズ岐阜戦で通算200得点を達成。
2017-18年シーズンから主将に就任。
2018-19年シーズン限りで退団。

## 詳細情報

### 年度別成績
| 年       | チーム   | 試合 | フィールド 得点 | 率   | 7m    | 合計    | 警告 | 退場 | 失格 |
| -------- | -------- | ---- | --------------- | ---- | ----- | ------- | ---- | ---- | ---- |
| 2012-13  | HC名古屋 | 15   | 45/167          | .269 | 0/0   | 45/167  | 4    | 2    | 0    |
| 2013-14  | HC名古屋 | 18   | 63/198          | .318 | 11/13 | 74/211  | 4    | 9    | 0    |
| 2014-15  | HC名古屋 | 12   | 23/88           | .261 | 2/2   | 25/90   | 2    | 1    | 0    |
| 2015-16  | HC名古屋 | 12   | 31/111          | .279 | 2/5   | 33/116  | 3    | 4    | 0    |
| 2016-17  | HC名古屋 | 17   | 34/113          | .301 | 0/0   | 34/113  | 6    | 3    | 0    |
| 2017-18  | HC名古屋 | 24   | 39/113          | .345 | 0/0   | 39/113  | 4    | 7    | 0    |
| 2018-19  | HC名古屋 | 23   | 25/81           | .309 | 1/1   | 26/82   | 2    | 1    | 0    |
| JHL：7年 | JHL：7年 | 121  | 260/871         | .299 | 16/21 | 276/892 | 25   | 27   | 0    |

- 各年度の太字はリーグ最高

### 記録

#### 日本ハンドボールリーグ
- フィールドゴール初得点：2012年9月8日、対北國銀行戦（金沢市総合体育館）[7]
- 7mスロー初得点：2013年10月12日、対飛騨高山ブラックブルズ岐阜戦（中区スポーツセンター）[8]
- 通算200得点：2016年10月29日、対飛騨高山ブラックブルズ岐阜戦（ブラザー体育館）[4]

### 背番号
- 4 (2012年 - 2019年)